# ليه فيليبس
ليه فيليبس (بالإنجليزية: Les Phillips)‏ (7 يناير 1963 في المملكة المتحدة - ) هو لاعب كرة قدم بريطاني في مركز الوسط. لعب مع أكسفورد يونايتد وبرمنغهام سيتي ونادي نورثامبتون تاون وBanbury United F.C. ‏ وMarlow F.C. ‏.

## وصلات خارجية
- ليه فيليبس على موقع قاعدة بيانات كرة القدم.إي يو (الإنجليزية)